# Odrodzona Polska
Odrodzona Polska – polski film paradokumentalny z 1924.
Film powstał w poznańskiej wytwórni Stanisława Martynowskiego - Filmotwórnia. Do 2000 sądzono, że nie zachowały się żadne kopie tego dzieła, ani w Europie, ani w USA. W 2000 historycy kina - Małgorzata i Marek Hendrykowscy odnaleźli w Paryżu kopię dzieła.

## Geneza i historia powstania
Film był elementem monumentalnego zamysłu Martynowskiego (współwłaściciela kina Szeherezada w Poznaniu) i jego wspólnika Edmunda Nowickiego. Cykl miał początkowo nosić tytuł Podróż po Odrodzonej Polsce. Miało to być osiem długich (po sześć aktów) obrazów dotyczących: Wielkopolski, Pomorza, Polesia, Wileńszczyzny, Wołynia, Małopolski, Śląska i Mazowsza. Odcinki obrazować miały piękno poszczególnych regionów, a także uwypuklać ich osiągnięcia gospodarcze i przypominać ważne wydarzenia z historii (poprzez sceny dokumentalne, jak i wstawki fabularne). Pomysłowi patronowali wpływowi Wielkopolanie, np. Adolf Rafał Bniński, Edmund Dalbor, czy Cyryl Ratajski. Scenariusz pierwszej części (poświęconej Poznaniowi i Wielkopolsce i jednocześnie jedynej powstałej) napisali historycy: Kazimierz Krotoski i Stanisław Zabrzeski. Reżyserię powierzono Zygmuntowi Wesołowskiemu (Warszawa).

## Treść
Wizję udręczonej przez zaborcę pruskiego Wielkopolski przybliża widzom stary wiarus. Jego opowieść dzieli się na trzy części: historia Michała Drzymały i jego wozu (sceny realizowane w Tarnowie Podgórnym), Strajk dzieci wrzesińskich (sceneria autentyczna we Wrześni, relacja żyjących uczestników wydarzeń) i przebieg powstania wielkopolskiego (realizacja w śródmieściu Poznania, z udziałem uczestników walk). Pomiędzy sekwencjami wmontowano zdjęcia dokumentalne z m.in. kongresu w Wersalu (z Ignacym Janem Paderewskim), Kruszwicy, połowem ryb na Gople, robotami gospodarskimi w wiejskiej chałupie, ćwiczeniami skautowymi, zawodami bractw kurkowych, procesją Bożego Ciała, strojami Bamberek, warzeniem soli w Inowrocławiu, panoramami Gniezna i Bydgoszczy, główną synagogą w Poznaniu, targami, kościołami i bankami poznańskimi (banki były sponsorami dzieła). 
Ostatecznie film składał się z prologu i siedmiu aktów (długość - 2500 m; 5000 m nie weszło do ostatecznej wersji). Najkosztowniejszy był prolog zrealizowany w Paryżu, w firmie Gaumont, zawierający alegorię rozbiorów, obraz więźniów carskich aresztów i rzeź galicyjską. Zdjęcia prologu stworzył Albert Wywerka, a wystąpili w nim m.in. Bolesław Szczurkiewicz, Franciszek Ryll (jako Drzymała), Jan Woskowski, Bronisława Broniszowa, Włodzimierz Gajdarow i 20.000 statystów.

## Dystrybucja
Premiera odbyła się 24 grudnia 1924 w Auli Uniwersyteckiej w Poznaniu. Film poprzedzono szeroko zakrojoną akcją promocyjną, która przyniosła spodziewane efekty jedynie w Poznaniu (film grano trzy razy dziennie przez dwa tygodnie, w sali całkowicie wypełnionej publicznością). W pozostałych miastach było znacznie gorzej. Film przez wiele kin potraktowany został jako propagandowy, żądano bezpłatnych kopii lub pokazów. Również media poznańskie przyjęły obraz zupełnie bezkrytycznie, porównując go do monumentalnych filmów amerykańskich. 
Pod koniec 1925 jedną kopię sprzedano do Francji, w marcu 1926 do USA, a na przełomie 1926 i 1927 prezentowano go Polonii w Belgii. 
Film przyniósł finansową porażkę - pierwsze żądania wierzycieli zbiegły się z premierą. Również pokazy zagraniczne nie uratowały budżetu twórców. W 1928 ostatecznie umorzono długi Filmotwórni, tylko za wstawiennictwem Cyryla Ratajskiego w Ministerstwie Spraw Zagranicznych.